# Rue Alphonse-Colas
La  rue Alphonse-Colas  est une voie publique urbaine de la commune de Lille dans le département français du Nord

## Situation et accès
Située dans le quartier administratif du Vieux-Lille, la rue relie la rue de la Monnaie et la place du Concert à une extrémité à l’avenue du peuple belge. 
C’est une rue pavée à sens unique à trafic réduit en faible pente descendant de la rue de la Monnaie à l’avenue du Peuple belge, ancien quai du port de la basse Deûle.

## Origine du nom
La rue honore la mémoire du peintre Alphonse Colas professeur à l’école des Beaux-Arts de Lille.

## Historique
La rue est ouverte en 1821 sous le nom de « rue du Duc-de-Bordeaux » à l’emplacement de la collégiale Saint-Pierre détruite en 1794. Elle est renommée « rue de la Deûle » en 1830 puis « rue Alphonse-Colas » en 1913.
Elle longeait l’école des Beaux-Arts construite vers 1830 à l’angle de la rue de la Monnaie, déplacée avenue Carnot en 1964 et dont le bâtiment a été remplacé par un bâtiment du tribunal d’instance.
Le bâtiment du conservatoire à l’angle de la place du Concert construit en 1808 a été agrandi au cours des années 1990 le long de la rue jusqu’à l’avenue du Peuple belge.